# IC 4744
IC 4744 је галаксија у сазвјежђу Паун која се налази на листи објеката дубоког неба у Индекс каталогу.
Деклинација објекта је - 63° 13' 24" а ректасцензија 18h 41m 55,1s. Привидна величина (магнитуда) објекта IC 4744 износи 14,5 а фотографска магнитуда 15,3. IC 4744 је још познат и под ознакама ESO 103-50, AM 1837-631, IRAS 18371-6316, PGC 62271.